# 趙大綱
趙大綱（1509年—？），字萬舉，號春臺，山東濟南府濱州人，軍籍，明朝政治人物。

## 生平
嘉靖十年（1531年）辛卯科山東鄉試第二名舉人。嘉靖二十年（1541年）辛丑科第二甲第十一名進士。授滁州知州，遷户部员外郎，嘉靖二十八年（1549年）升任淮安府知府。三十年正月升山西按察司雁门兵备副使，三十三年冬升江西布政使司参政。

## 家族
曾祖趙憲；祖父趙雄；父趙世榮。母程氏。慈侍下。兄大經、大綸。弟大紀。